# Mycale papillosa
Mycale papillosa är en svampdjursart som beskrevs av Koltun 1959. Mycale papillosa ingår i släktet Mycale och familjen Mycalidae.

## Underarter
Arten delas in i följande underarter:
- M. p. dulkeiti
- M. p. papillosa